# Georges Dalmeyda
 (août 2011).
Si vous disposez d'ouvrages ou d'articles de référence ou si vous connaissez des sites web de qualité traitant du thème abordé ici, merci de compléter l'article en donnant les références utiles à sa vérifiabilité et en les liant à la section « Notes et références ».
Georges David Haim Dalmeyda (né le 7 juin 1866 à Bordeaux, mort le 5 octobre 1932 à Paris) est un helléniste au début du XXe siècle.

## Biographie
Il fait ses études à la Faculté des lettres de Bordeaux (1884-1885), puis il est élève de khâgne au lycée Louis-le-Grand de Paris (1885-1886). Il intègre l'École normale supérieure où il est élève d'un autre helléniste, Henri Weil, et dont il épouse la cadette (Jeanne Weil) en 1892. Licencié ès lettres (1887), il rejoint l'École pratique des hautes études (4e section). Il est reçu deuxième à l'agrégation de lettres (1889), puis il est docteur ès lettres (1908).
Il est inhumé au cimetière du Père-Lachaise (90e division).

## Parcours professionnel
Une fois agrégé, il est professeur au lycée d'Agen (1889-1890), de Mont-de-Marsan (1890), de Châteauroux (1890-1891), d'Alger (1891-1893), de Bordeaux (1893-1894), de Lyon (1894-1896) et aux lycées Michelet (1896-1920), Charlemagne (1920-1921) et Condorcet (1921-1923). Il débute ensuite une carrière universitaire en étant nommé à la Faculté des lettres de Paris en tant que maître de conférences de langue et littérature grecques de 1923 à 1926, professeur sans chaire de langue et littérature grecques en 1926 et professeur titulaire dès 1930.
Au cours de sa carrière, il a également été maître de conférences à l'École normale de Saint-Cloud et dès 1892, il est membre de l'Association pour l'encouragement des études grecques (secrétaire en 1914, puis président). Il collabore également avec la Revue des études grecques, la Revue critique et la Revue de philologie.

## Décorations et prix
- Prix Bordin (1909) de l’Académie française pour Goethe et le drame antique.
- Chevalier de la Légion d'honneur (1927).

## Principales publications
On peut voir ses traductions sur les catalogues en ligne des universités ou par exemple celui du CNDP.
- Hérondas, Mimes, [trad.], 1893.
- Euripide, [édition], 1896.
- Platon, Extraits, [trad.], 1899.
- Goethe et le drame antique [thèse de  doctorat], 1908.
- Euripide, Les Bacchantes, éd. avec commentaire par G. D., Paris, 1908.
- Xénophon d'Ephèse, Les Ephésiaques, texte établi et traduit par G. D., BL, Paris, 1926.
- Andocide, Discours, texte établi et traduit par G. D., BL, Paris, 1930.
- Longus Sophista, Pastorales (Daphnis et Chloé), texte établi et traduit par G. D., BL, Paris, 1934.

## Liens
- Ressources relatives à la recherche :   - Persée
  - Thèses de doctorat ès lettres soutenues en France de 1808 à 1940
- Ressource relative à la littérature :   - Académie française (lauréats)
- Ressource relative à la vie publique :   - base Léonore
- Notice dans un dictionnaire ou une encyclopédie généraliste :   - Deutsche Biographie
- Notices d'autorité :   - VIAF
  - ISNI
  - BnF (données)
  - IdRef
  - LCCN
  - GND
  - Belgique
  - Pays-Bas
  - Israël
  - NUKAT
  - Grèce
  - WorldCat
- Hommage rendu par ses collègues et anciens élèves au Collège de France. Le lien pointe sur un document dont les droits sont tombés dans le domaine public.